# Statut albertin
Pour les articles homonymes, voir Albertin.
 (janvier 2022).
Si vous disposez d'ouvrages ou d'articles de référence ou si vous connaissez des sites web de qualité traitant du thème abordé ici, merci de compléter l'article en donnant les références utiles à sa vérifiabilité et en les liant à la section « Notes et références ».

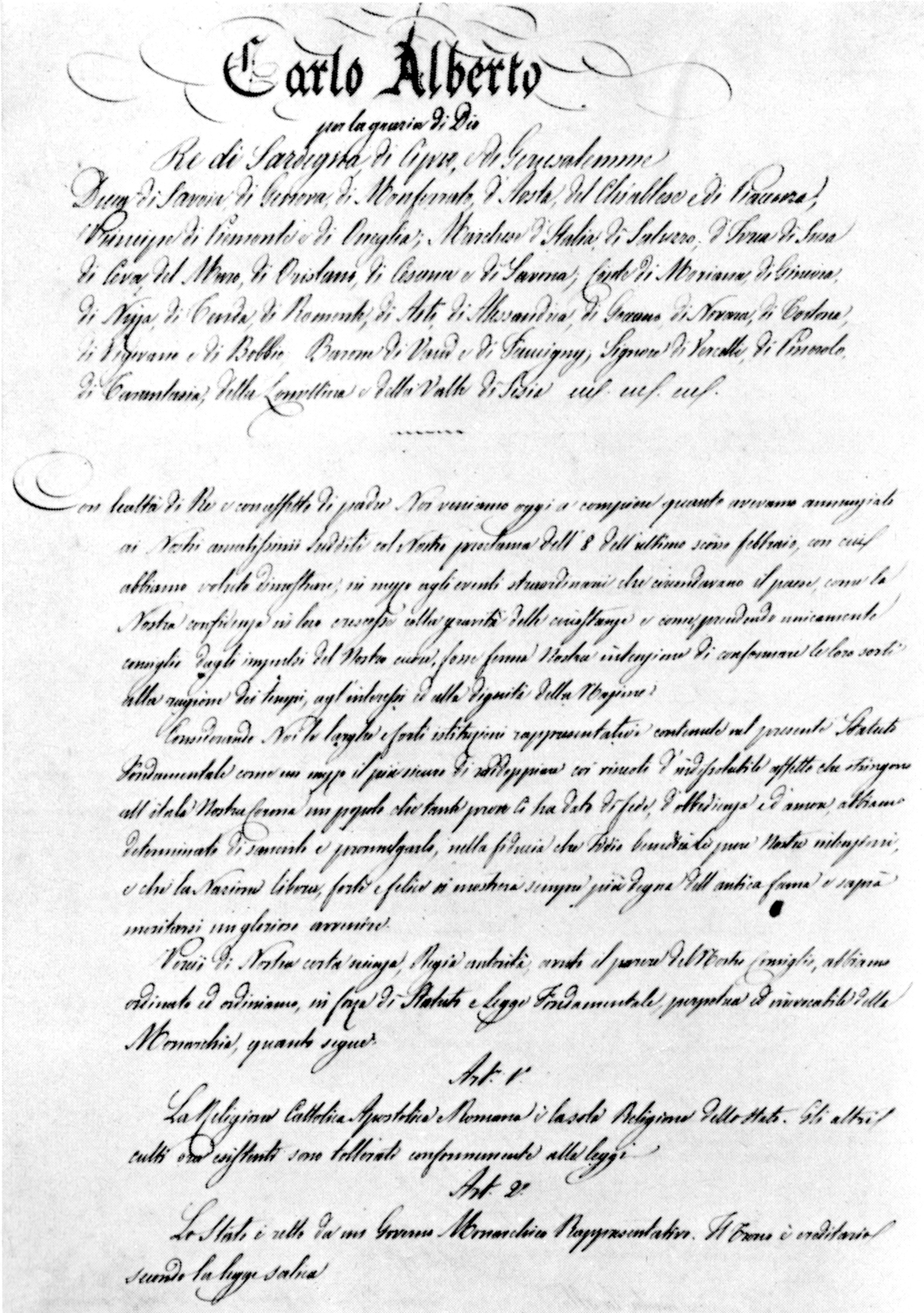
Le statut albertin.

Le Statut du Royaume (en italien Statuto del Regno), ou Statut fondamental de la monarchie de Savoie du 4 mars 1848 (Statuto Fondamentale della Monarchia di Savoia del 4 marzo 1848), est la loi fondamentale promulguée par le roi Charles-Albert, d'où son nom commun de Statut albertin (Statuto Albertino). Elle est adoptée pour le royaume de Sardaigne, lequel succède ainsi aux États de Savoie le 4 mars 1848. Il est défini dans son préambule autographe de Charles-Albert comme la « Loi fondamentale perpétuelle et irrévocable de la Monarchie » sarde.
Le 17 mars 1861, avec la création du royaume d'Italie, il devint la constitution de l'Italie unie, ce qu'il reste jusqu'en 1946 lorsque, par décrets législatifs, fut adopté un régime constitutionnel transitoire jusqu'à la mise en œuvre de la Constitution de la République italienne le 1er janvier 1948.

## La décision d'adopter le Statut albertin

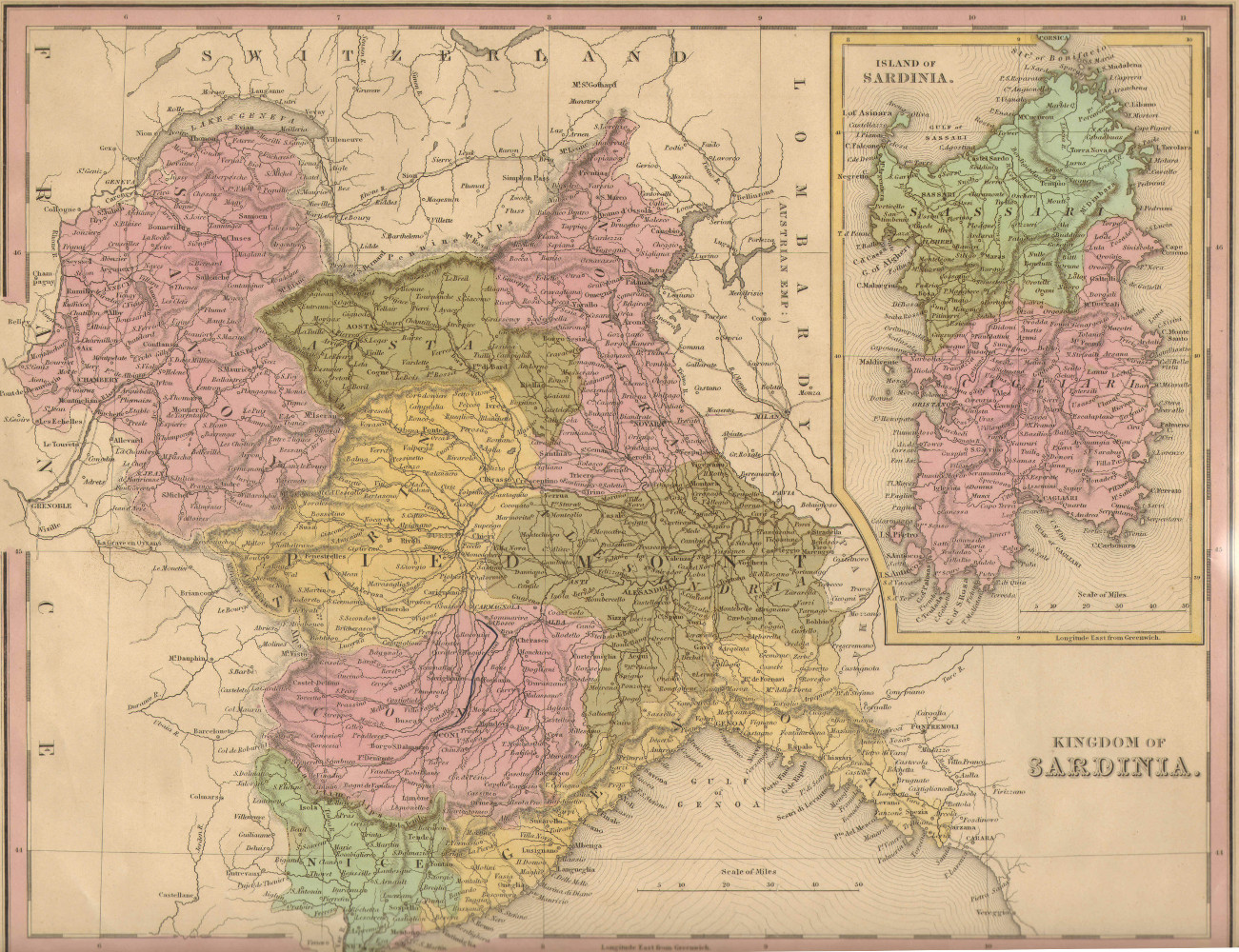
Les dix provinces du royaume de Savoie-Sardaigne en 1839.

À la suite des mouvements révolutionnaires de la bourgeoisie auxquels participe aussi une certaine aristocratie dans les principales villes du royaume de Sardaigne, Charles-Albert prend une série de mesures de nature libérale : en 1837, il met en place un code civil suivi d'un nouveau code pénal en 1839 et en 1847, il réforme la censure (imposée par Victor-Emmanuel Ier) autorisant la publication de journaux politiques. Il crée une cour de révision (ou plutôt de cassation) pour assurer une certaine uniformité de la juridiction de l'État, réduisant les compétences des vieux sénats et publiant le code de procédure pénale basé sur la publicité des débats. Sur inspirations autrichiennes, il modifie aussi la composition du Royal Conseil des États créé en 1831 dans lequel sont nommés deux représentants pour chaque division territoriale par les conseillers de la province composant la division, conseillers provinciaux, à leur tour, choisis parmi les communaux. Les évènements des premiers mois de 1848 semblent encore confirmer la résistance et les hypothèses constitutionnelles du duc de Savoie, roi de Sardaigne, de Chypre et de Jérusalem.
Après la concession des Bourbons en janvier, Charles-Albert cède et fait préparer une déclaration qui sera la base du Statut (terme qui est repris de la Statuta Sabaudiae (Statuts de Savoie) de Amédée VIII de Savoie) et qui est proclamé au peuple le 8 février 1848, trois jours avant que le grand-duché de Toscane prenne la même décision. Cette base en 14 points est concédée par la « bienveillante générosité du souverain », lequel unit au paternalisme une menace voilée de ne pas aller au-delà si les peuples ne se montrent pas « dignes de la magnanime concession royale ». De cette manière, Charles-Albert tranquillise les libéraux et les démocrates.
Le « conseil de conférence », chargé de rédiger le Statut, a comme principal objectif de déterminer parmi les modèles constitutionnels européens celui qui est le plus approprié aux États de Savoie et qui produit le moins de changements de l'organisation institutionnelle existante. Ce modèle s'inspire de la charte constitutionnelle orléaniste de 1830 et de celle du royaume de Belgique de 1831.

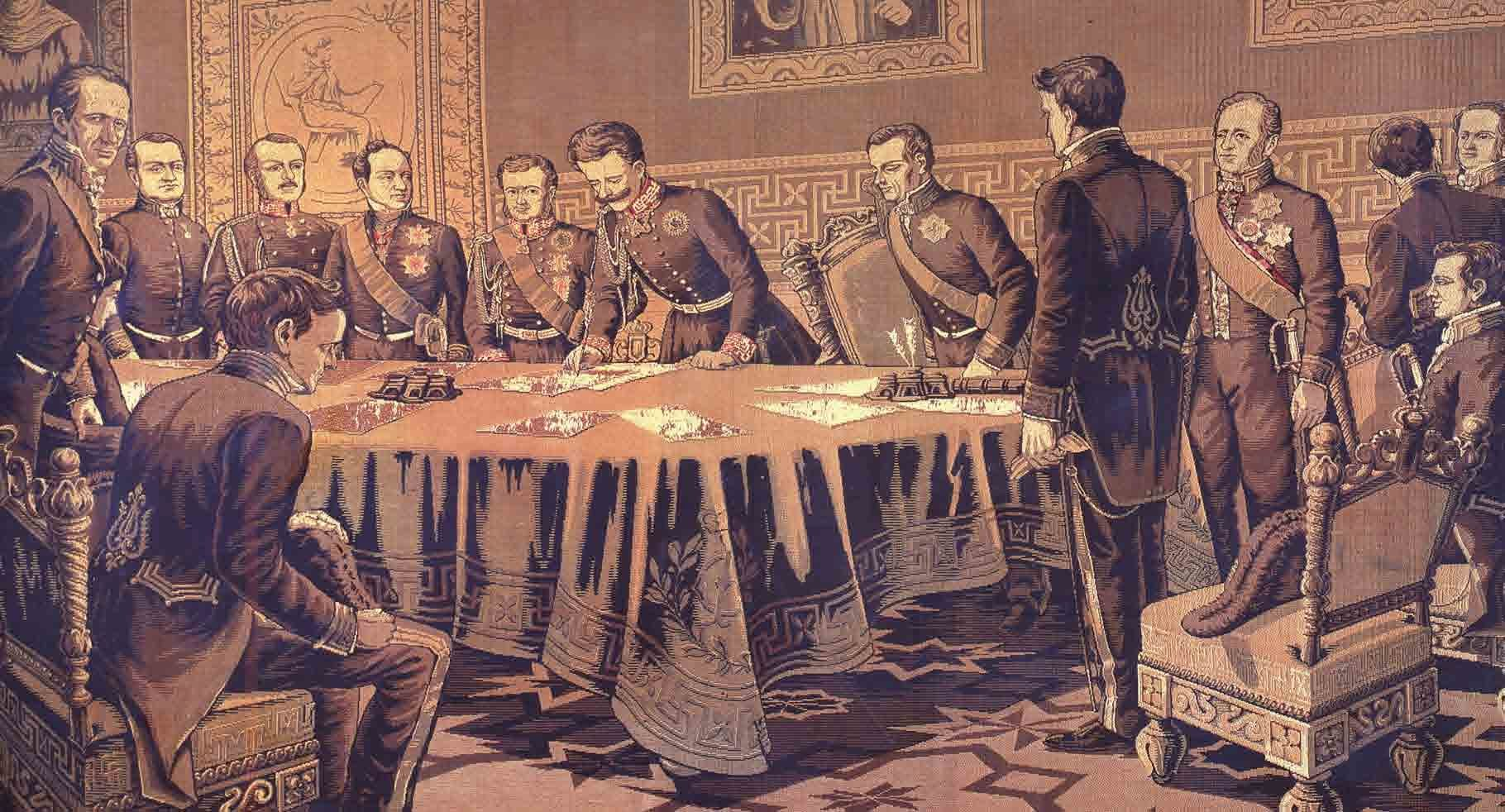
Charles-Albert de Sardaigne signe le Statut albertin, 4 mars 1848.

Peu de jours après, les 23 et 24 février 1848, la révolution chasse du pouvoir la monarchie de Juillet. La révolte parisienne agite quelques esprits dans les loges maçonniques de la péninsule Italienne et fait naître, dans l'esprit des libéraux les plus enflammés et révolutionnaires, l'idée d'une république, les promesses de Charles-Albert leur semblant désormais trop limitées. Tout ceci influence les positions du roi qui promulgue le Statut le 4 mars.

## Dispositions

### Le roi et le gouvernement

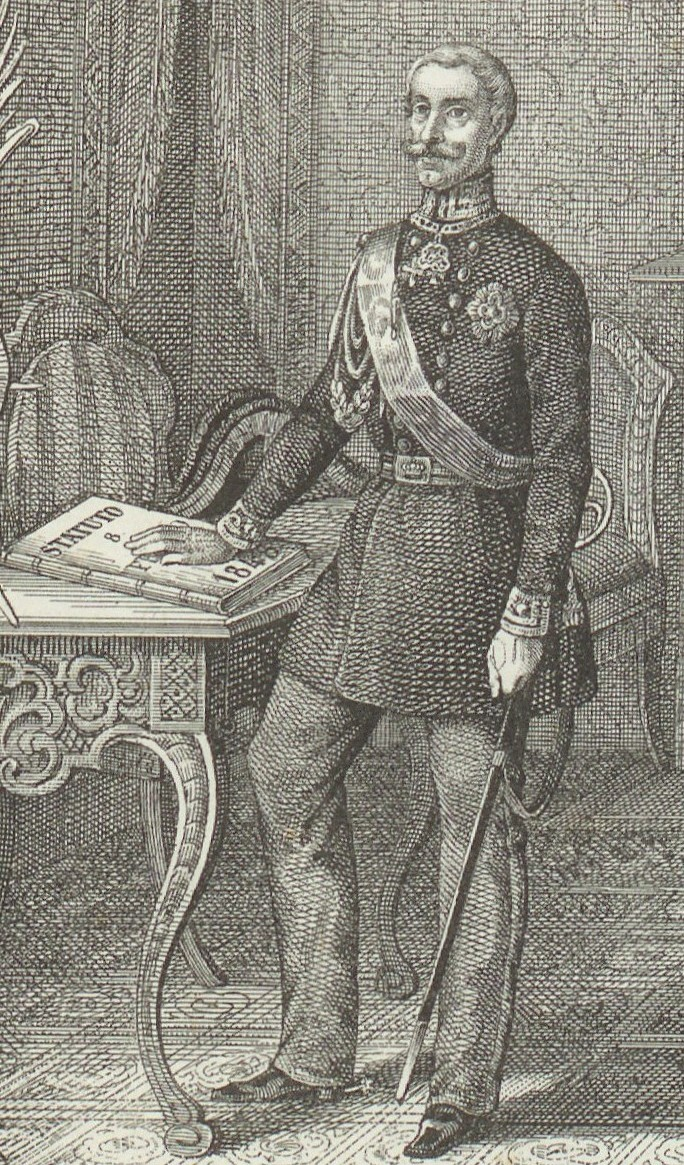
Portrait commémoratif de Charles-Albert de Savoy avec sa main droite posée sur le Statut, 1849.

La monarchie est constitutionnelle et héréditaire selon la loi salique ; le roi est et reste le chef suprême de l'État et sa personne reste « sacrée et inviolable », même si cela ne signifie pas qu'il ne doive pas respecter les lois (comme prévu lors du serment dans l'article 22) mais seulement qu'il ne peut être l'objet de sanctions pénales.
Le roi maintient une certaine prééminence et exerce le pouvoir exécutif au travers des ministres. Il convoque et dissout la chambre et a le pouvoir de sanction des lois : avec ce pouvoir, le roi évalue l'intérêt de la loi et peut la refuser s'il considère qu'elle ne correspond pas à l'objectif politique suivi par la couronne. La souveraineté n'appartient pas à la nation (bien que l'article 41 fasse expressément référence aux députés comme représentants de la nation) mais au roi, lequel, de souverain se transforme en roi constitutionnel par sa volonté explicite. 
Les États de Savoie entrent dans une époque où leur Souverain voit ses pouvoirs limités par la constitution. Le texte statutaire reste cependant plutôt sibyllin au regard des rapports entre le roi, le gouvernement et les chambres ; d'où la difficulté de l'évaluation de la « pureté » de la monarchie constitutionnelle ou de son « parlementarisme » du fait que le gouvernement doit bénéficier de la seule confiance du roi. De ce fait, le roi décide par le gouvernement et le parlement se limite à faire les lois, collectivement, avec l'apport du roi et de son accord. Dans la pratique, Charles-Albert essaie de faire en sorte que le gouvernement ait la confiance du parlement, le remplaçant lorsque celle-ci diminue. Ceci conduit à la nomination en un an de quatre cabinets différents, sans aucun vote de confiance. À partir de 1852, avec l'arrivée de Camillo Cavour qui devient le chef de la majorité parlementaire, dans les périodes de crise, c'est le soutien de la chambre des députés qui impose Cavour malgré le souhait du roi à vouloir le remplacer. C'est ainsi que le gouvernement soutenu par la chambre des députés passe à un système de gouvernement de type parlementaire, le roi est considéré comme le chef de l'exécutif. Au début, cependant, les ministres sont considérés comme de simples exécutants de la royale volonté, sans reconnaissance pleinement officielle, la fonction de président du conseil n'est pas alors explicitement prévue, les ministres qui peuvent être parlementaires ou non, répondent de leurs actes auprès du roi et non auprès des chambres. Chaque ministre peut être remplacé s'il perd la confiance du roi.

### Le parlement

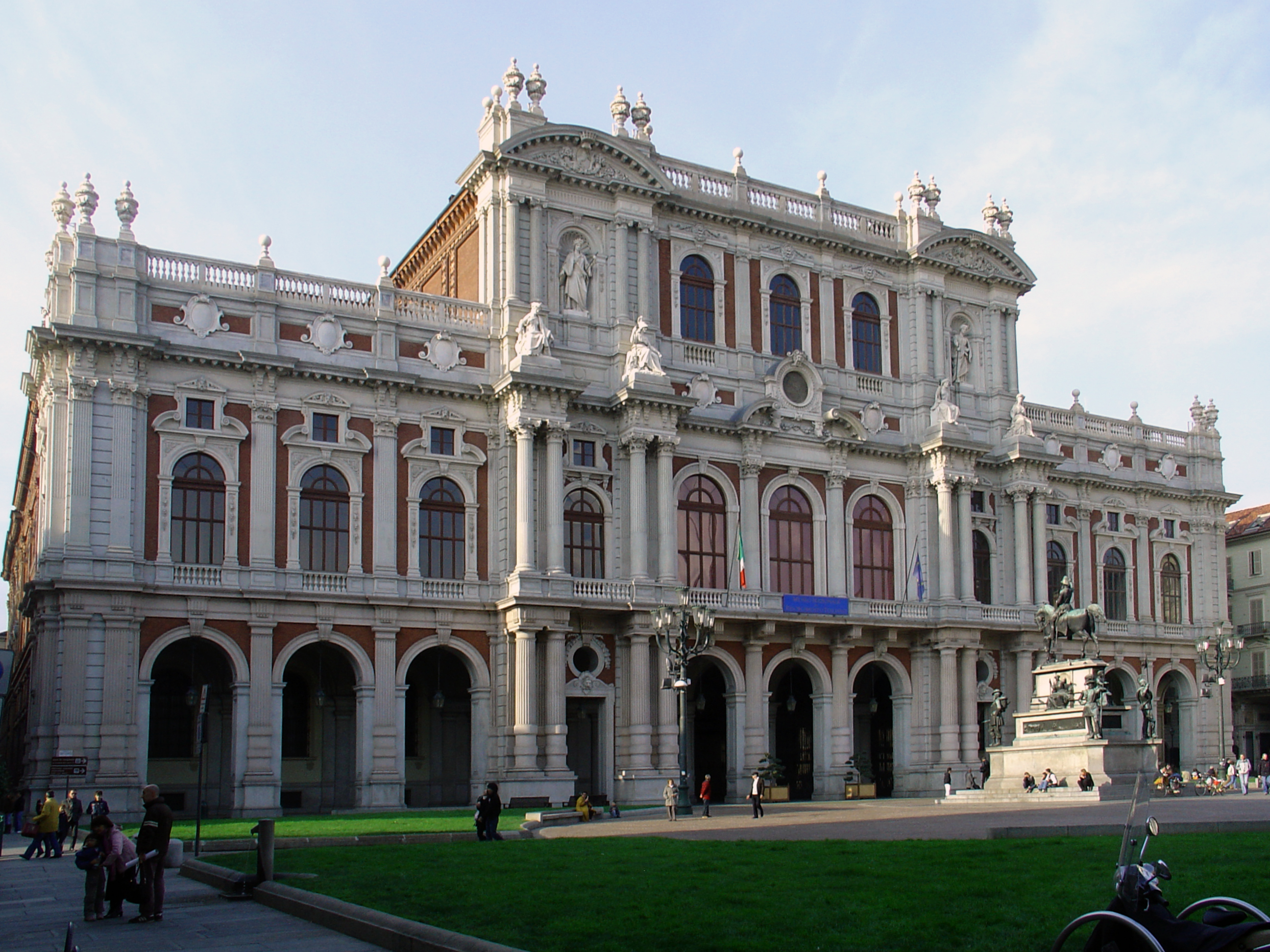
Palais Carignan, siège du parlement du royaume de Sardaigne entre 1848 et 1861.

Le parlement est composé de deux chambres. Celle nommée par le roi, le sénat qui ne peut être dissoute et celle élective, la Camera dei Deputati, à collège uninominal et à double tour. 
Le bicamérisme, devant fonctionner de manière parfaite, se développe en réalité de manière déséquilibrée avec une prévalence politique de la chambre basse. Les projets de loi peuvent être proposés par les ministres, le gouvernement et les parlementaires en plus du roi. Pour devenir une loi, le même texte doit être approuvé par les deux chambres, sans ordre de préséance (à part celle fiscale ou du budget qui doit passer d'abord par la chambre des députés) et doit être validé par le roi. C'est pour cela que les deux chambres et le roi représentent les trois pouvoirs législatifs : il suffit qu'un soit contraire, le projet ne peut être reproduit.

### Le pouvoir judiciaire
En ce qui concerne la justice, elle « émane du roi », qui nomme les juges et a le pouvoir de grâce. Pour garantir le droit du citoyen, il y a le respect du juge naturel et l'interdiction du tribunal extraordinaire, la publicité des audiences et des débats. Avant le statut, le roi avait le pouvoir discrétionnaire de nommer, promouvoir, déplacer et suspendre ses juges. Désormais, quelques garanties supplémentaires sont introduites pour les citoyens et les juges, qui après trois ans d'exercice, ont la garantie de l'inamovibilité. L'article 73, de plus, exclut la possibilité de prendre en considération le « précédent en droit » pour les décisions des tribunaux suprêmes d’État. La magistrature ne représente donc pas un pouvoir mais un ordre directement soumis au ministère de la justice. Le contrôle de l'activité du simple juge doit exister mais doit être confié à d'autres juges : Siccardi, avec une vision pyramidale, trouve raisonnable que cela soit réalisé par l'organe le plus élevé, la Cour de cassation.

### Autres éléments
Le Statut albertin correspond à une constitution brève, il se limite à énoncer les droits, le plus souvent les libertés de l'État, et de présenter la forme du gouvernement mais n'évoque pas les rapports État-communauté. Il reconnaît le principe d'égalité mais se limite à reconnaître une égalité formelle. Il reconnaît l'égalité individuelle (article 26), l'inviolabilité du domicile (article 27), la liberté de la presse (article 28), la liberté de réunion (article 32). La religion « est celle catholique, apostolique et romaine » et les autres cultes existants sont uniquement tolérés comme sous le règne de Victor-Emmanuel Ier. De telles dispositions évoluent rapidement et verront l'émancipation d'abord de l'Église vaudoise (17 mars), puis des Juifs (29 mars) avec la reconnaissance de leurs droits civiques et politiques, ainsi que l'abolition des privilèges ecclésiastiques à partir du 2 mars suivant.